# شریونهام
شریونهام (به انگلیسی: Shrivenham) یک روستا و محله مدنی در بریتانیا است که در ویل آو وایت هرس واقع شده‌است. شریونهام ۲٬۳۵۲ نفر جمعیت دارد.